# Ламбрівська сільська рада
Ламбрі́вська сільська́ ра́да — адміністративно-територіальна одиниця та орган місцевого самоврядування в Тарутинському районі Одеської області. Адміністративний центр — село Ламбрівка.

## Загальні відомості
- Територія ради: 23,88 км²
- Населення ради: 702 особи (станом на 2001 рік)
- Територією ради протікає річка Чага

## Населені пункти
Сільській раді підпорядковані населені пункти:
- с. Ламбрівка

## Населення
За переписом населення України 2001 року в сільській раді мешкало 698 осіб.

### Мова
Розподіл населення за рідною мовою за даними перепису 2001 року:
| Мова       | Відсоток |
| ---------- | -------- |
| російська  | 61,40 %  |
| молдовська | 16,38 %  |
| болгарська | 12,68 %  |
| українська | 8,40 %   |
| гагаузька  | 1,00 %   |
| білоруська | 0,14 %   |

## Склад ради
Рада складалася з 16 депутатів та голови.
- Голова ради: Ворнік Василь Федорович
- Секретар ради: Андрєшкова Маріанна Іванівна

### Керівний склад попередніх скликань
| Прізвище, ім'я, по батькові | Основні відомості                                                               | Дата обрання | Дата звільнення |
| --------------------------- | ------------------------------------------------------------------------------- | ------------ | --------------- |
| Ворнік Василь Федорович     | Сільський голова, 1971 року народження, освіта середня спеціальна, безпартійний | 26.03.2006   | 31.10.2010      |
| Ворнік Василь Федорович     | Сільський голова, 1971 року народження, освіта середня спеціальна, безпартійний | 31.10.2010   |                 |

Примітка: таблиця складена за даними сайту Верховної Ради України

### Депутати
За результатами місцевих виборів 2010 року депутатами ради стали:

#### За суб'єктами висування
| Суб'єкт висування | Кількість обраних депутатів | %    |
| ----------------- | --------------------------- | ---- |
| Партія регіонів   | 11                          | 91,7 |
| Самовисування     | 1                           | 8,3  |

#### За округами
| № округу        | Прізвище, ім'я, по батькові  | Дата визнання обраним | Освіта  | Партійна приналежність | Відомості про обраного депутата               |
| --------------- | ---------------------------- | --------------------- | ------- | ---------------------- | --------------------------------------------- |
| Партія регіонів |                              |                       |         |                        |                                               |
| 1               | Ворона Олена Дмитрівна       | 04.11.2010            | вища    | член Партії регіонів   | Ламбрівська сільська рада, головний бухгалтер |
| 2               | Післярюк Ганна Ананіївна     | 04.11.2010            | середня | член Партії регіонів   | Ламбрівська сільська рада, прибиральниця      |
| 3               | Баєва Світлана Костянтинівна | 04.11.2010            | вища    | позапартійна           | ВАТ «Грона», начальник ВК                     |
| 4               | Чухрій Тетяна Миколаївна     | 04.11.2010            | вища    | позапартійна           | ВАТ «Грона», бригадир виноградної бригади     |
| 5               | Андрєшкова Маріанна Іванівна | 04.11.2010            | вища    | член Партії регіонів   | Ламбрівська сільська рада, секретар           |
| 6               | Вилкова Надія Федорівна      | 04.11.2010            | вища    | позапартійна           | Ламбрівська сільська рада, землевпорядник     |
| 7               | Донда Валентина Василівна    | 04.11.2010            | вища    | член Партії регіонів   | Ламбрівська сільська рада, спеціаліст         |
| 8               | Коломієць Віктор Вікторович  | 04.11.2010            | вища    | позапартійний          | фермерське господарство «Шериф», фермер       |
| 10              | Ломанов Олександр Вікторович | 04.11.2010            | середня | позапартійний          | тимчасово не працює                           |
| 11              | Чижова Людмила Костянтинівна | 04.11.2010            | вища    | позапартійна           | відділ зв'язку, начальник                     |
| 12              | Коломієць Раїса Андріївна    | 04.11.2010            | вища    | позапартійна           | тимчасово не працює                           |
| Самовисування   |                              |                       |         |                        |                                               |
| 9               | Козловський Іван Самойлович  | 04.11.2010            | середня | позапартійний          | ВАТ «Грона», водій                            |